# شارود كاري
شارود كاري (بالإنجليزية: Sharaud Curry)‏ مواليد 16 مايو 1987 في غينسفيل، هو لاعب كرة سلة أمريكي. بدأ مسيرته الاحترافية في سنة 2010. يحمل الرقم 12. يبلغ طوله 5 قدم 10 بوصة (1.8 م).

## المسيرة الاحترافية
لعب مع نادي كشالين لكرة السلة في سنة 2010، ثم لعب مع نادي إيه إي كي لكرة السلة في سنة 2011، ثم لعب مع نادي أكاديميك لكرة السلة في موسم 2014–2015، ثم لعب مع ريمس شمبانيا في الدوري الفرنسي في موسم 2015–2016.

## الإنجازات
- كأس النمسا لكرة السلة (1): 2011–12
- كأس السوبر النمساوية لكرة السلة (1): 2011

## روابط خارجية
- شارود كاري على موقع كرة السلة الأوروبية.كوم (الإنجليزية)
- شارود كاري على موقع كلية كرة السلة في سبورتس رفرنس.كوم (الإنجليزية)
- شارود كاري على موقع ريلجم (الإنجليزية)
- شارود كاري على موقع سبورتس رفرنس (الإنجليزية)